# Жемунде
Жемунде (порт. Gemunde)  —  район (фрегезия) в Португалии,  входит в округ Порту. Является составной частью муниципалитета  Майа. Находится в составе крупной городской агломерации Большой Порту. По старому административному делению входил в провинцию Дору-Литорал. Входит в экономико-статистический  субрегион Большой Порту, который входит в Северный регион. Население составляет 4765 человек на 2001 год. Занимает площадь 5,37 км².
Покровителем района считается Святой Косма (порт. São Cosme).